# Єрценс
Єрценс (нім. Jerzens) —  громада округу Імст у землі Тіроль, Австрія.
Єрценс лежить на висоті 1107 м над рівнем моря і займає площу 30,4 км². Громада налічує 1029 мешканців. 
Густота населення 34/км².  
|                                 |
| Єрценс на мапі округу та землі. |

 Адреса управління громади: Jerzens 220, 6474 Jerzens. 

## Демографія
Історична динаміка населення міста за даними сайту Statistik Austria

## Виноски
1. ↑  Dauersiedlungsraum der Gemeinden Politischen Bezirke und Bundesländer - Gebietsstand 1.1.2018 — Статистичне управління Австрії.
2. ↑  Einwohnerzahl 1.1.2021 nach Gemeinden mit Status, Gebietsstand 1.1.2021 — Статистичне управління Австрії.
3. ↑  www.jerzens.tirol.gv.at. Архів оригіналу за 12 квітня 2022. Процитовано 17 травня 2022.
4. ↑  Gemeindedaten von Jerzens. Архів оригіналу за 27 квітня 2021. Процитовано 21 липня 2013.

| Австрія | Це незавершена стаття з географії Австрії. Ви можете допомогти проєкту, виправивши або дописавши її. |